# I Can't Stand It
I Can't Stand It est le premier single issu de l'album d'Eric Clapton Another Ticket sorti en 1981. Sur le vinyle 45 tours, elle est créditée à « Eric Clapton and His Band ».

## Réception
Pour Matthew Greenwald, critique de AllMusic, la chanson est « l'un des plus grands succès d'Eric Clapton au début des années 80 ». Il pense également que « cette chanson l'a vu continuer, selon ses mots, à être autant un musicologue qu'un musicien ». Greenwald poursuit en disant que les « paroles de la chanson sont empreintes d'une jalousie venimeuse, et qu'elles sont parmi les plus littéraires de Clapton à cette époque ». Il termine sa critique par : « musicalement, des changements d'accords classiques, presque dans le style de Booker T. & the M.G.'s, soulignent le tempo entraînant, offrant à Clapton un énorme succès ».

## Réutilisation
La chanson a été utilisée comme interlude musicale dans l'émission de radio de Bill O'Reilly, The Radio Factor.

## Classements
En plus d'avoir été un succès, en atteignant la dixième place du Billboard Hot 100, la chanson a la particularité d'avoir été la première a atteindre la place de n°1 du classement Top Tracks pour les chansons rock du magazinz Billboard, créé en mars 1981. Elle est restée en tête de classement pendant deux semaines.
Elle a également atteint la quinzième place au Canada. En 1981, Broadcast Music, Inc. en a compté plus d'un million de diffusion, ce qui a valu à Clapton une certification.

### Classements hebdomadaires
| Classement (1981)              | Meilleur classement |
| ------------------------------ | ------------------- |
| Canada (CHUM)                  | 7                   |
| Canada (RPM)                   | 15                  |
| France (IFOP)                  | 62                  |
| Israel (IBA)                   | 1                   |
| Italy (AFI)                    | 99                  |
| Japan (Oricon)                 | 84                  |
| US Billboard Hot 100           | 10                  |
| US Top Rock Tracks (Billboard) | 1                   |

### Classements annuels
| Classement en fin d'année (1981) | Rang |
| -------------------------------- | ---- |
| US Top Pop Singles (Billboard)   | 67   |